# Bosbeslangsprietmot
De bosbeslangsprietmot (Nematopogon pilella) is een vlinder uit de familie van de langsprietmotten (Adelidae). De wetenschappelijke naam van de soort is voor het eerst geldig gepubliceerd door Denis & Schiffermüller in 1775.
De vlinder vliegt in mei en de eerste helft van juni. Hij heeft een spanwijdte van 14 tot 17 millimeter. De waardplant voor de soort is vermoedelijk bosbes.
De soort komt voor in Europa. In Nederland is de soort zeldzaam. Waarnemingen in België dateren van voor 1980.